# Clair (chanson)
Pour les articles homonymes, voir Clair.
Singles de Gilbert O'Sullivan
Ooh-Wakka-Do-Wakka-Day
(1972) I Wish I Could Cry
(1973)
Clair est une chanson écrite, composée et interprétée par le chanteur irlandais Gilbert O'Sullivan. Sortie en single en octobre 1972, elle est extraite de l'album Back to Front.
Elle connaît un succès international, arrivant en tête des ventes de singles dans plusieurs pays.
La chanson parle de Clair Mills, alors âgée de trois ans. Elle est la fille de Gordon Mills, le producteur et manager de Gilbert O'Sullivan. Le chanteur, qui avait l'habitude de garder régulièrement la petite fille, a déclaré avoir écrit la chanson non pour elle mais pour ses parents, comme une marque de gratitude envers eux.
Laurent Voulzy a repris la chanson en 2006 sur son album La Septième Vague.

## Classements hebdomadaires
| Classement (1972-1973)                     | Meilleure position |
| ------------------------------------------ | ------------------ |
| Afrique du Sud (Springbok Radio)           | 6                  |
| Allemagne (Media Control AG)               | 12                 |
| Australie (Kent Music Report)              | 12                 |
| Belgique (Flandre Ultratop 50 Singles)     | 1                  |
| Belgique (Wallonie Ultratop 50 Singles)    | 5                  |
| Canada (RPM 100 Singles)                   | 1                  |
| Canada (RPM Adult Contemporary)            | 1                  |
| États-Unis (Billboard Hot 100)             | 2                  |
| États-Unis (Hot Adult Contemporary Tracks) | 1                  |
| Irlande (IRMA)                             | 1                  |
| Italie (FIMI)                              | 10                 |
| Norvège (VG-lista)                         | 1                  |
| Pays-Bas (Nederlandse Top 40)              | 4                  |
| Pays-Bas (Single Top 100)                  | 4                  |
| Royaume-Uni (UK Singles Chart)             | 1                  |

## Certifications
| Pays              | Certification | Unités certifiées |
| ----------------- | ------------- | ----------------- |
| États-Unis (RIAA) | Or            | 1 000 000         |